# Red Holzman
Pour les articles homonymes, voir Holzman.
 (mars 2019).
Si vous disposez d'ouvrages ou d'articles de référence ou si vous connaissez des sites web de qualité traitant du thème abordé ici, merci de compléter l'article en donnant les références utiles à sa vérifiabilité et en les liant à la section « Notes et références ».
William « Red » Holzman, né le 10 août 1920 à Brooklyn et mort le 13 novembre 1998 à New Hyde Park, est un joueur puis entraîneur NBA de basket-ball, plus connu en tant qu'entraîneur des Knicks de New York de 1967 à 1982. Holzman mena les Knicks à gagner deux titres de champion NBA en 1970 et 1973, et fut intronisé au Basketball Hall of Fame en 1985.

## Biographie

### Jeunesse et début de carrière
Red Holzman naît à Brooklyn, New York le 10 août 1920 d'un père russe et d'une mère roumaine, de confession juive selon le Publishers Weekly. Il joue au Franklin K. Lane High School au milieu des années 1930. Il joue ensuite à l'université de Baltimore et plus tard au City College de New York, où il reste deux années jusqu'à l'obtention de son diplôme en 1942. Holzman rejoint l'US Navy la même année, et joue à Norfolk (Virginie), dans l'équipe de la base navale durant deux ans.

### Carrière de joueur

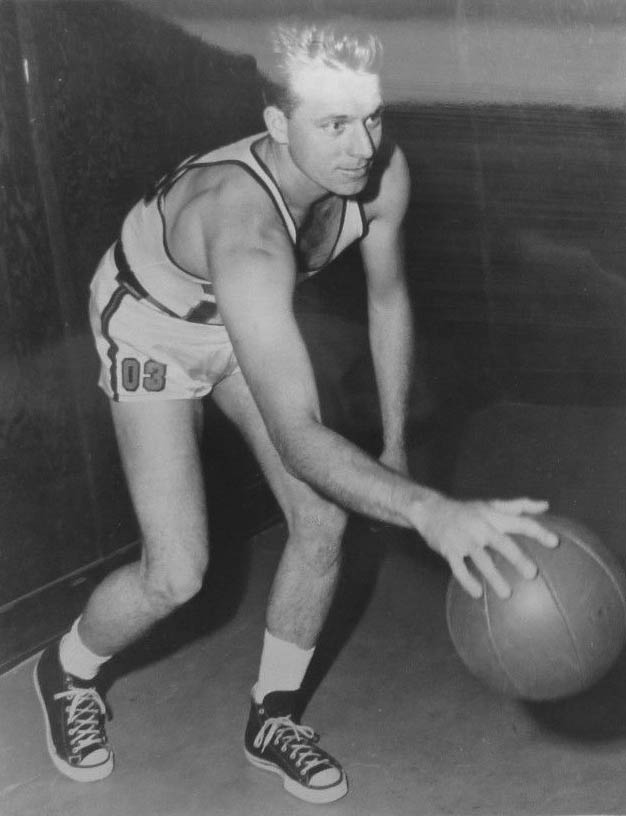
Red Holzman, quand il jouait pour les Rochester Royals.

Red Holzman est libéré de la Navy en 1945 et rejoint alors la National Basketball League et les Royals de Rochester, qui remportent le titre NBL pour la première saison de Holzman. Il est désigné Rookie of the Year en 1944-45. En 1945-46 et 1947-48, il fait partie de la première équipe type de NBL, puis de la seconde équipe la saison suivante.
Red Holzman reste avec l'équipe en dépit de son départ en NBA et devient champion NBA en 1951. En 1953, il quitte les Royals et rejoint les Milwaukee Hawks en tant qu'entraineur-joueur, avant d'arrêter sa carrière de joueur en 1954, mais de continuer en tant qu'entraineur.

### Carrière d'entraîneur
Durant la saison 1956-1957, Holzman dirige les Hawks (désormais à St. Louis, Missouri) ; ils perdent 19 matchs lors de leurs 33 premières rencontres, ce qui entraîne son renvoi.
En 1957, Red Holzman est recruté comme entraineur adjoint des Knicks de New York pour une période de dix ans jusqu'en 1967, date à laquelle il devient alors entraineur en chef de l'équipe jusqu'en 1982. (l'ancien joueur de Holzman, Willis Reed, le remplace temporairement à la tête des Knicks en 1977, mais Holzman reprend son poste au début de la saison 1978-1979). Durant cette période de 15 ans à la tête des Knicks en tant qu'entraineur, Red Holzman gagne un total de 613 matches, dont deux titres de champions NBA en 1970 et 1973.
En 1969, Holzman mène les Knicks à un record NBA de 18 victoires consécutives, battant le record de 17 victoires qui datait de 1946. Grâce au titre de champion remporté en 1970, Holzman est nommé Coach of the Year. Il est l'un des rares à gagner le titre NBA à la fois en tant que joueur et en tant qu'entraineur. En tant qu'entraineur, son bilan est de 696 victoires et 604 défaites.

### Fin de vie et hommages
En 1985, il est intronisé au Basketball Hall of Fame. Les Knicks retirent le numéro 613 en son honneur, représentant son total de victoires en tant qu'entraineur en chef. Le numéro est suspendu au Madison Square Garden. En 1996, Red Holzman est nommé parmi les Top Ten Coaches de l'histoire de la NBA.
Après son retrait de la NBA, une leucémie est diagnostiquée à Red Holzman et il meurt à New Hyde Park, New York en 1998.